# Linia kolejowa Windhuk – Gobabis
Linia kolejowa Windhuk – Gobabis – niezelektryfikowana linia kolejowa w Namibii łącząca stolicę tego kraju z miastem Gobabis.
Budowa szlaku kolejowego łączącego stolicę kraju z Gobabis była pierwszym nowym projektem budowlanym linii kolejowej po czasach niemieckiego kolonializmu w dzisiejszej Namibii. Trasa wiedzie w obszary na wschód od Windhuk, które zostały zagospodarowane rolniczo w czasach niemieckiego protektoratu. Linia została zbudowana pod kierownictwem South African Railways pomiędzy 1921 a 1929 rokiem, a jej użytkowanie rozpoczęto w grudniu 1929 roku.
Obecnie (stan na sierpień 2014) nie jest regularnie użytkowana przez TransNamib. Na początku lat 2000 planowano wykorzystać trasę do zaopatrywania międzynarodowego lotniska Windhuk.